# Traitement involontaire
Le traitement involontaire, aussi nommé autorisation judiciaire de soins au Canada, ordonnance de soins, ordonnance de traitement en milieu communautaire ou traitement sans consentement en France, consiste à contraindre une personne à poursuivre un traitement médical, psychologique ou social que ce soit sous forme d'hospitalisation (voir aussi hospitalisation sans consentement) ou de « programme de soins ». Ces traitements peuvent inclure l'administration involontaire de neuroleptiques ou encore l'électroconvulsivothérapie.
Le traitement involontaire peut être employé en psychiatrie, mais aussi dans le cadre du sevrage par rapport à l'alcool, aux drogues ou à certains comportements, comme dans le cadre de la dépendance au jeu vidéo.

## Motivations

### Aspectéthique
Il est parfois avancé que la loi laisse une place aux jugements individuels lors de la prise de décisions concernant le traitement involontaire et que la coercition informelle serait parfois utilisée comme alternative à une décision formelle au sujet du traitement involontaire. Une grande partie du raisonnement se concentre sur les conséquences de l'ordonnance de traitement involontaire, où le risque de nuire à l'alliance thérapeutique était mis en balance avec les conséquences positives consistant s'assurer que les patients reçoivent les soins nécessaires.
L'autonomie est parfois considérée comme une raison du traitement involontaire afin de faciliter une prise de décision autonome. Ont également été soulevées des questions liées à l'organisation et à l'environnement des soins de santé, et il a été avancé que certaines décisions concernant le traitement involontaire pourraient être évitées, si l'organisation des soins de santé étaient davantage axée sur le patient (voir Approche centrée sur la personne).

### Aspectlégal
La volonté de légiférer en matière de santé mentale est que celles-ci seraient adaptées aux besoins des personnes atteintes de maladies mentales qui n'ont pas accès à l'hospitalisation et au traitement de leur plein gré. L'accès aux traitements hospitaliers peut être considéré comme un progrès pour les personnes qui ne sont pas physiquement dangereuses mais dont la maladie non traitée causera un préjudice ou une détérioration importante afin d'accéder plus rapidement à un traitement, à condition qu'il soit disponible. Les autorisations judiciaires de soins ont été introduites pour la première fois au cours des années 1980 au Canada et aux États-Unis dans la plusieurs provinces et environ 45 états . À la suite de cela, elles ont été introduites en Nouvelle-Zélande, en Australie et dans la majorité des pays européens et d’Asie. Bien que les règlements entourant cette pratique varient d’une juridiction à l’autre, 4 principes semble généralement s’appliquer : 
1)    « La présence d’un trouble de santé mentale
2)    La notion de risque ou de danger occasionnée par la condition de la personne
3)    L’idée que l’autorisation soit nécessaire ou proportionnée au besoin de la personne
L’exigence que l’approche communautaire soit viable » [Traduction libre] .

## Controverses

### Risque de discrimination au handicap
L'interprétation de la Convention relative aux droits des personnes handicapées exige de prendre en considération les extraits suivants :
Article 14, paragraphe 1, point b)
L'existence d'un handicap ne peut en aucun cas justifier une privation de liberté.
Article 25
Les États parties reconnaissent que les personnes handicapées ont le droit de jouir du meilleur état de santé possible sans discrimination fondée sur le handicap.
De ce fait, l'application d'un traitement involontaire doit être réalisée sous un aspect qui ne serait pas fondée sur la discrimination au handicap, s'efforçant de recueillir le consentement éclairé et volontaire de la personne quant à l'intérêt du traitement, dès qu'il est possible de le faire. Des estimations de la capacité à la prise de décision, qui seraient neutres relativement au handicap, ont été proposées.

### Demande de protocoles de respect des droits de l'homme

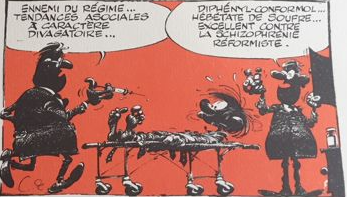
Part de l'affiche d'André Franquin pour Amnesty International (1978)

Le rapporteur spécial de l'Organisation des Nations unies sur la torture Juan Medez, dans son rapport de février 2013, cite les interventions psychiatriques forcées (telles que la psychochirurgie, les électrochocs et l'administration de médicaments psychotropes, notamment les neuroleptiques) parmi les pratiques pouvant constituer des actes de torture ou des mauvais traitements. Les autres pratiques médicales qui peuvent constituer des tortures ou des mauvais traitements sont la contrainte et l'isolement, l'avortement ou la stérilisation forcés et l'internement involontaire dans des institutions psychiatriques. Le contexte médical lui-même est celui où « de graves violations et discriminations à l'encontre des personnes handicapées peuvent être masquées comme de bonnes intentions de la part des professionnels de la santé ».
Dans ses conclusions, le rapporteur spécial appelle les États à ratifier et à mettre en œuvre la Convention sur les droits des personnes handicapées et son protocole facultatif, à légiférer sur la reconnaissance de la capacité juridique des personnes handicapées et à veiller à ce qu'un soutien à la prise de décision soit fourni si nécessaire, et à publier des lignes directrices sur le consentement libre et éclairé conformément à la Convention. Il appelle à un contrôle indépendant afin de vérifier le respect des droits de l'homme dans les institutions où les personnes handicapées peuvent résider, et demande que les mécanismes des Nations unies et les mécanismes régionaux des droits de l'homme tiennent compte de la Convention et intègrent ses normes dans leurs travaux.

### Discernement et capacité mentale: des notions à reconstruire
Selon Tina Minkowitz, fondatrice du Centre pour les droits de l'homme des usagers et survivants de la psychiatrie, fonder la possibilité du traitement involontaire sur des évaluations implicites ou explicites du discernement des personnes entre en contradiction avec l'article 12 de la Convention sur les droits des personnes handicapées, qui impose le respect de la faculté d'autonomie et d'autonomisation des personnes hospitalisées en psychiatrie. Pour elle, la capacité de discernement ne doit pas être vue comme une pré-condition de l'autonomie, mais comme un processus qui doit être reconstruit au-delà d'une perception purement pathologisante et institutionnalisante du trouble mental.
De ce fait, tant qu'il ne se donne pas pour objet de respecter la capacité juridique des personnes handicapées, le traitement psychiatrique forcé est une violation grave des droits de l'homme, même lorsqu'il est fait avec les meilleures intentions, et les États qui ne font pas les réformes nécessaires pour éliminer les traitements forcés et l'institutionnalisation peuvent se trouver en contradiction avec leurs obligations de mettre fin de manière effective à la torture et aux mauvais traitements.

## Québec
Au Québec, la Loi sur la protection des personnes dont l’état mental présente un danger pour elles-mêmes ou pour autrui (RLRQ, chapitre P-38.001) permet l’évaluation involontaire de la « dangerosité mentale » d’une personne en enclenchant le processus d’hospitalisation involontaire qui inclut la garde provisoire, la garde préventive et la garde en établissement . Bien que l’hospitalisation involontaire permette l’évaluation d’une personne, elle n’autorise aucun traitement sans le consentement explicite, libre et éclairé de cette dernière . Le traitement involontaire, légalement nommé autorisation judiciaire de soins au Québec, est une ordonnance par laquelle la Cour supérieure contraint une personne jugée inapte à recevoir des soins sans son consentement.

### Législation

#### Histoire du consentement aux soins pour les personnes ayant un trouble de santé mentale
En 1961, les répercussions de la révolution tranquille et la publication de l’ouvrage Les fous crient au secours entrainent une alliance entre les psychiatres et les patients pour la revendication de soins et traitements équitables en milieux de soins psychiatriques . Le gouvernement québécois met alors sur pied la Commission d’étude des hôpitaux psychiatriques qui a permis de mettre en lumière la gravité de la situation des personnes hospitalisées. À la suite du dépôt du rapport, les premiers mouvements de la désinstitutionalisation s’enclenchent . 
En 1971, la réforme de la santé et des services sociaux permet une révision globale du chapitre du Code civil du Bas-Canada (initialement proposé en 1866) portant sur la jouissance des droits civils . Cette modification permet l’introduction de l’universalité de la personnalité juridique, l’énonciation du principe d’inviolabilité de la personne et l’élaboration des critères des droits civils incluant entre autres le consentement aux soins . Au Canada, la Charte canadienne des droits et libertés ainsi que la Charte des droits et libertés de la personne permettent des améliorations notables des droits civils et de l’équité procédurale . Or, à cette époque, aucune disposition au Code civil du Bas-Canada ne permettait de légiférer le consentement aux soins. En plus, aucune disposition légale ne permettait de traiter une personne contre son gré, à l’exception où l’individu était sous curatelle publique . Il était donc fréquent pour un psychiatre de placer une personne sous curatelle publique dans l’objectif d’administrer des soins sans son consentement . 
En 1990, la réforme des services de protection a permis la mise à jour des dispositions du Code civil du Bas-Canadaentourant la curatelle publique ainsi que le consentement aux soins médicaux permettant maintenant au tribunal d’intervenir en situation de refus catégorique de soins pour les personnes majeures jugées inaptes . Ces dispositions ont presque intégralement été transposées au Code civil du Québec entré en vigueur en 1994 à la suite de son adoption à l’unanimité par l’Assemblée nationale 3 ans plus tôt .

#### Du refus de soins en psychiatrie à l'autorisation judiciaire de soins
Le consentement aux soins est essentiel à l’administration de soins et traitements. En effet, la Loi sur la santé et les services sociaux, découlant de Code civil du Québec, stipule qu’aucun individu n’est obligé de subir des examens, des prélèvements, des traitements ou toute autre intervention sans l’accord explicite de la personne (Code civil du Québec, article 11 al. 1). En situation ou le psychiatre évalue qu’une personne est inapte à consentir aux soins, le juge de la Cour supérieure devra statuer sur l’aptitude de la personne à exercer son consentement . Pour ce faire, la Cour d’appel a établi 5 questions, aussi nommés critères de la Nouvelle-Écosse, permettant d’évaluer l’aptitude d’une personne : 
1)    « Comprend-t-elle la nature de la maladie pour laquelle un traitement lui est proposé ? 
2)    Comprend-t-elle la nature et le but du traitement ? 
3)    Saisit-elle les risques et les avantages du traitement si elle le subit ? 
4)    Comprend-t-elle les risques de ne pas subir le traitement ? 
5)    Sa capacité de comprendre est-elle affectée par la maladie? » (Institut national de psychiatrie légale Philippe-Pinel C. G. (a.), 1994 R.J.Q. 2523).
Pour initier une autorisation judiciaire de soins, la personne doit avoir été jugée inapte selon les questions précédemment présentées et continuer à refuser catégoriquement de recevoir des soins . La mise en œuvre de l’autorisation judiciaire de soins ne peut être autorisée que par la Cour Supérieure du Québec sous la demande du psychiatre responsable de la personne .  La Cour peut également intervenir en situation de refus injustifié de la part du représentant légal de la personne . 

#### Contenu des autorisations judiciaire de soins
L’autorisation judiciaire de soins, au Québec, inclut, conformément à la Loi sur la santé et les services sociaux, tout examen, prélèvement, traitement ou interventions requis ou non pour l’état de santé physique ou mental de la personne (Code civil du Québec, article 16). L’hébergement en établissement de santé ou en ressource d’hébergement peut être inclut à l’ordonnance si l’hébergement de choix de la personne ne lui permet pas de recevoir les soins appropriés ,. 
En ce qui a trait à la médication, l’étude de Otero (2016) menée auprès de 230 personnes sous autorisation judiciaire de soins a permis de mettre en lumière que les classes de médicaments les plus prescrites sont les antipsychotiques secondés par les stabilisateurs de l’humeur (76,5% et 35,2% respectivement). En ajout, près de 93% des dossiers incluaient l’injection comme méthode d’administration de médicaments à privilégier . 

#### Dispositions et durée
De toutes les autorisations judiciaires de soins demandés en Cour supérieure, plus des trois quarts (76,96%) sont accordées . La durée des ordonnances d’autorisation judiciaire de soins varie de 1 à 5 ans. Une étude québécoise a d’ailleurs permis d’identifier que dans plus de 90% des situations, l’ordonnance a été autorisée pour une durée de plus de 2 ans . Durant l’ensemble de la tenue de l’ordonnance, cette dernière ne peut être révoquée . Bien que les motivations soient mitigées, plusieurs études ont démontré que les autorisations judiciaires de soins favorisent l’adhérence au traitement ,.

### Caractéristiques des personnes sous autorisation judiciaire de soins
Plusieurs études font état des caractéristiques des personnes les plus à risque d’être placées sous autorisation judiciaire de soins. Selon les études réalisées par Otero (2016), Winter (2020) et Action Autonomie (2021), l’âge moyen des personnes faisant l’objet de requête d’autorisation judiciaire de soins varie entre 45 ans et 47 ans. Or, la plus forte proportion de demandes se trouve dans le groupe des 19 à 29 ans ,. Selon ces mêmes études, on observerait une légère surreprésentation d’hommes par rapport aux femmes avec un pourcentage respectif de 56% contre 44% ,,. De ces personnes, près de 20% seraient en situation d’itinérance . 
En ce qui a trait aux diagnostics, le trouble psychotique non spécifique présenterait le plus haut taux de demande, suivi de près par la schizophrénie, le trouble schizo-affectif et le trouble bipolaire . De plus, chez plus d’un tiers des personnes sous autorisation judiciaire de traitement, Otero et  Kristoffersen-Dugré (2012) ont constaté un trouble d’usage de substance lié principalement à la consommation de cannabis, d’alcool de crack et de cocaïne. 

## France
D'après le code de la santé publique :
« Aucun acte médical ni aucun traitement ne peut être pratiqué sans le consentement libre et éclairé de la personne et ce consentement peut être retiré à tout moment. »